# Nardoa novaecaledoniae
Nardoa novaecaledoniae är en sjöstjärneart som först beskrevs av Perrier 1875.  Nardoa novaecaledoniae ingår i släktet Nardoa och familjen Ophidiasteridae. Inga underarter finns listade i Catalogue of Life.

## Bildgalleri

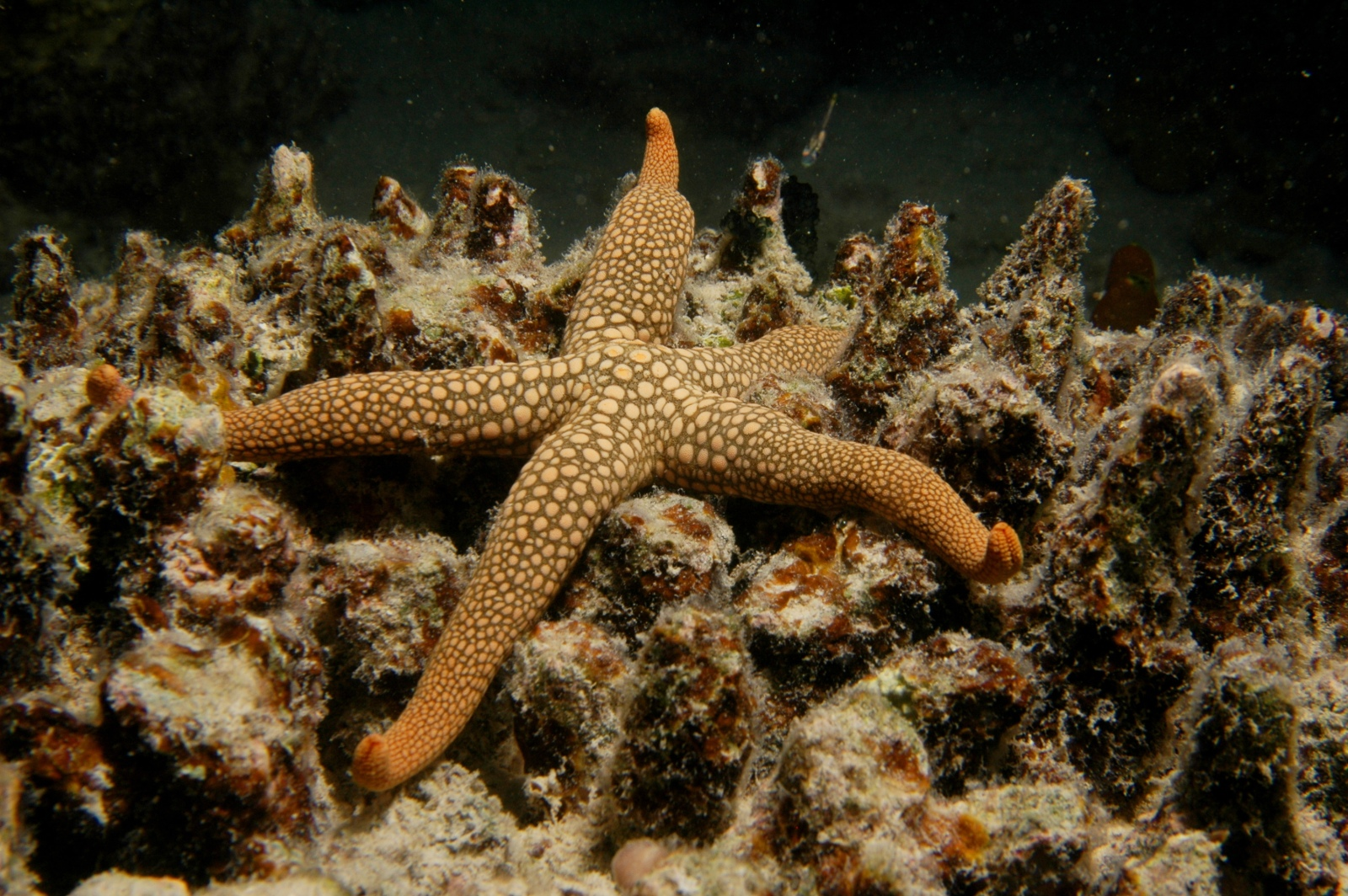